# Андрушівська волость (Липовецький повіт)
Андрушівська волость — адміністративно-територіальна одиниця Липовецького повіту Київської губернії з центром у селі Андрушівка.
Станом на 1886 рік складалася з 5 поселень, 4 сільських громад. Населення — 4781 особа (2389 чоловічої статі та 2392 — жіночої), 505 дворових господарства.
|                     | Площа, десятин | У тому числі орної, дес. |
| ------------------- | -------------- | ------------------------ |
| Сільських громад    | 2811           | 2341                     |
| Приватної власності | 5194           | 3215                     |
| Іншої власності     | 119            | 85                       |
| Загалом             | 8124           | 5641                     |

Поселення волості:
- Андрушівка — колишнє власницьке село при джерелах за 20 верст від повітового міста, 1600 осіб, 204 двори, православна церква, костел, школа, поштова станція, 2 постоялих двори. За 2 версти — винокурний, бурякоцукровий і черепичний завод.
- Люлинці — колишнє власницьке село при джерелах, 522 особи, 74 двори, православна церква, католицький молитовний будинок, постоялий будинок.
- Плисків — колишнє власницьке містечко при річці Роська, 1209 осіб, 173 двори, православна церква, католицька каплиця, єврейський молитовний будинок, школа, 2 постоялих двори, 6 постоялих будинків, 3 лавки, базари по неділях, пивоварний завод.